# 聖女歐斐米堂
45°26′35.40″N 10°59′36.52″E / 45.4431667°N 10.9934778°E

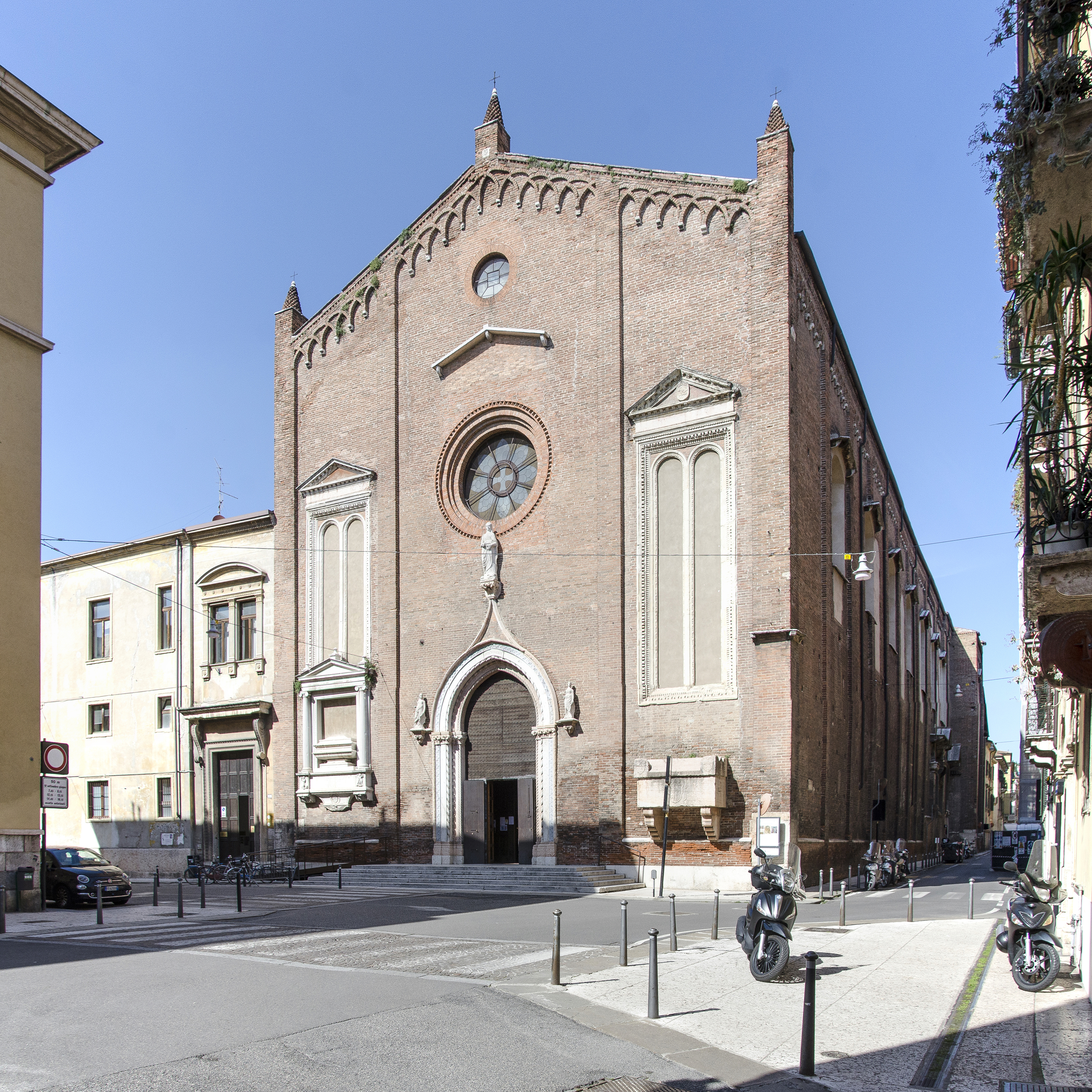

聖女歐斐米堂（Basilica di Sant'Eufemia）是意大利威尼托大區城市維羅納的一座羅馬天主教的教堂。這座教堂的外觀屬於哥特式建築。